# Grafenwald
Grafenwald är en skog i Österrike.   Den ligger i förbundslandet Niederösterreich, i den nordöstra delen av landet, 40 km norr om huvudstaden Wien.
Trakten runt Grafenwald består till största delen av jordbruksmark. Runt Grafenwald är det ganska tätbefolkat, med 86 invånare per kvadratkilometer.